# Call of Duty: Zombies
Call of Duty: Zombies est un jeu vidéo de tir à la première personne développé par Ideaworks Game Studio et publié par Activision pour iOS. Il s'agit d'un spin-off de la série Call of Duty, basé sur le mode Zombies de Call of Duty: World at War. Le jeu est sorti dans le monde entier le 16 novembre 2009. Le jeu permet de jouer en coopération en mode multijoueur localement via un réseau ad hoc Wi-Fi ou Bluetooth, ou globalement via Internet. Il est également fourni avec les trois autres cartes, Verrückt, Shi No Numa et Der Riese,. Une suite du jeu, Call of Duty: Black Ops - Zombies, a été publiée par Activision.
Le jeu se déroule à l'origine dans un bunker allemand (Nacht der Untoten) pendant la Seconde Guerre mondiale, du point de vue d'un marine américain. Des soldats SS devenus zombies tentent d'infiltrer le bunker et d'attaquer les joueurs, qui doivent alors se défendre. 

## Gameplay
L'objectif du jeu est de survivre à chaque tour d'invasion de zombies, après quoi un tour plus difficile commence. Le joueur commence le jeu avec un Colt 1911 et a accès à une attaque de mêlée via un couteau de combat, ainsi qu'à un maximum de 4 grenades à main. En combattant les zombies, les joueurs reçoivent des points. Ces points sont utilisés pour acheter des armes, des avantages et l'accès à différentes parties de la carte. Certaines cartes ont des variations de zombies qui apparaissent lors de vagues spécifiques, comme les chiens de l'enfer zombie.
Les zombies entrent depuis l'extérieur de la carte jouable par des entrées barricadées. Au fur et à mesure des tours, la difficulté augmente et les zombies peuvent enlever les barricades plus rapidement. Les joueurs reçoivent des points pour remplacer les barricades ainsi que pour tuer les zombies.
Le jeu dispose d'une variété de perks qui peuvent être achetés avec des points et qui donnent aux joueurs des capacités améliorées. En plus des perks, il y a des instances aléatoires de power-up qui sont laissés derrière quand un zombie est tué pour aider les joueurs.
Certaines cartes peuvent également contenir des "Easter Eggs" que les joueurs peuvent exécuter pour jouer de la musique, obtenir une récompense ou en apprendre davantage sur l'histoire énigmatique de la série. 